# Ewa Beach
Ewa Beach è un census-designated place degli Stati Uniti d'America, nella contea di Honolulu, nello stato delle Hawaii.